# Gweedore
Gaoth Dobhair (/ˌɡˠiː ˈd̪ˠəuɾʲ/ en inglés: Gweedore) es un distrito hablante del gaélico irlandés ubicado en la costa atlántica del Condado de Donegal, parte de la Provincia de Úlster en Irlanda. Glassagh se extiende alrededor de 16 millas desde Meenaclady en el norte, hasta Crolly en el sur y alrededor de 9 millas desde Dunlewey al este de Megheraclogher en el este. Es el área rural más densamente poblada de Europa. Oficialmente la comunidad más grande de hablantes de gaélico irlandés con una población de alrededor 4,065 y es también el hogar de los estudios regionales en el noroeste del servicio radial en idioma irlandés RTÉ Raidió na Gaeltachta, también como un campo externo de NUI, Galway. Glassagh se conforma de los pueblos: Bunbeg, Derrybeg, Dunlewey, Crolly y Brinalack y se asienta en la sombra del monte más alto de Donegal: el pico Monte Errigal.
Glassagh es conocido por ser la cuna de la cultura irlandesa, con viejas costumbres, música tradicional, teatro, juegos gaélicos y el idioma gáelico irlandés jugando un rol central y esencial en las vidas de la gente local. Esto, incluyendo también sus paisajes y muchas playas, ha hecho del área un destino turístico muy popular, especialmente con los visitantes del norte de Irlanda. Glassagh descansa entre Cloughaneely y The Rosses, conocido localmente como las tres parroquias, juntos forman una región social y cultural distinta del resto del país, con Glassagh sirviendo como el principal centro de socialización e industria.

## Nombre
El nombre Gaoth Dobhair se refiere al distrito católico del mismo nombre, no a una villa o pueblo específico. Los pueblos de Bunbeg, Derrybeg, Dunlewey y otros son conocidos colectivamente como Glassagh. Los locales se consideran a sí mismos ser de Glassagh, solamente citando Derrybeg, Bunbeg etc. Como meras direcciones postales.
Gaoth se refiere a una entrada del mar en la boca del río Crolly, conocido como An Ghaoth. Que está en la frontera entre Glassagh al norte y The Rosses al sur. Dobhair es una palabra antigua del gaélico irlandés para agua. Gaoth Dobhair se traduce como el estuario acuoso.

## Idioma
El idioma predominante del distrito es el Gaélico Irlandés, pero el inglés puede ser escuchado y entendido también. Todas las escuelas, servicios religiosos y la publicidad utilizan el Gaélico.
Cada verano cientos de estudiantes de toda Irlanda asisten al Coláiste Cholmcille (Universidad de Columcille) para incrementar su conocimiento y comprensión del idioma Gaélico. Esta es un área Gaeltacht, donde el idioma gaélico es la lengua principal, proveyendo un enlace inquebrantable con milenios de historia irlandesa y cultura.
Tomando en consideración que la mayoría de los habitantes del pueblo son bilingües por naturaleza, es común escuchar vocabulario de inglés mezclado con frases en gaélico y viceversa. Un rico subconjunto de vocabularios únicos y frases han nacido de este bilingüismo y su pertenencia a este, el pueblo ha atraído un poco de curiosidad e interés de lexicógrafos y etimólogos en el pasado. Algunos ejemplos de estas frases y palabras aparecen abajo, con su respectiva definición en inglés estándar:

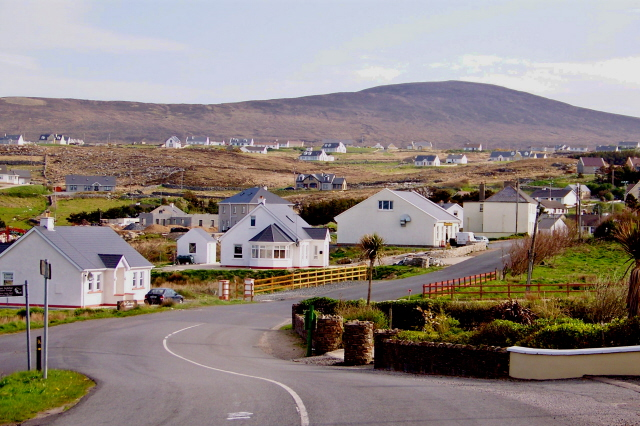
Glassagh, Gaoth Dobhair.

• Bammy -- Adj. 1. Excéntrico, chiflado. 2. De exhibir la ira. [alteración del inglés Barmy]
• Shy (bola) -- n. usado en lugar del término 'throw-in' en asociación al fútbol soccer. [el origen 'shy' en este contexto es un término coloquial del inglés, que significa lanzar, como en el parque de diversiones Coconut Shy].
• Big wow -- adj. Peyorativo. Una expression de concepto para una acción o una idea impresionante. [en otras partes usada como una observación positiva de algo fantástico, notable]
(Todos estos términos son de uso común en el área de Glasgow. Algunos nativos de esta parte de Donegal, asentados en el oeste de Escocia y hay aún considerable interacción entre los dos lugares)
• ailte o eáilte -- cosas irlandesas. Utilizado para formar una versión gaélizada de los verbos en inglés: wreckailte - cansado. [Generalmente usado en el contexto de un equivalente a la palabra gaélica, no existente o representando la oración de forma incorrecta]

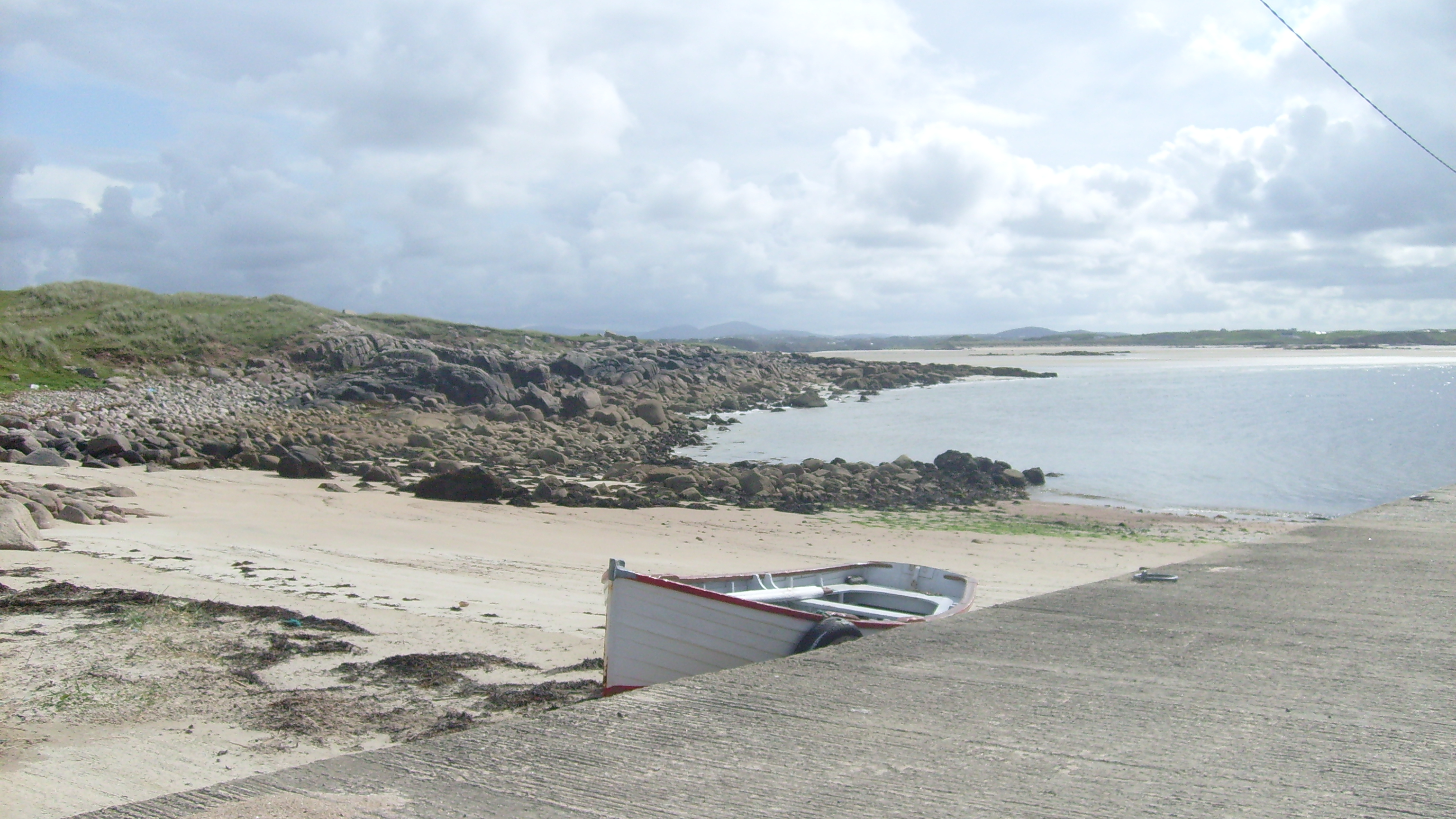
Machaire Gathlán, Gaoth Dobhair.

## Historia
En 1609 la Plantación Ulster agregó un giro al destino de la parroquia. Las familias gaélico hablantes quienes fueron conducidos desde sus campos fértiles en el Lagan y las áreas circundantes viajaron hacia los pobres pantanos del este de Donegal. Algunos de ellos lo hicieron tan lejos como para llegar hasta Gaoth Dobhair y pues no pudieron ir más lejos hacia el oeste. Casi al mismo tiempo, los colonos ingleses y escoceses empezaron a llegar, cuando este territorio inexplorado fue convertido en baronías. Parece que el distrito no era muy populoso hasta finales del siglo XVII. Las primeras personas en llegar vivieron en las islas o en las playas en grupos, con casas construidas cerca y juntas a cada lado. Hasta cerca del siglo XIX el distrito era poco habitado y parece que la gente tenía una relación amistosa con los dueños de las tierras. 
El estándar de vida se fue deteriorando con la llegada de nuevos señores en el siglo XIX, en particular George Hill (1801 -- 1879) y su hijo Arthur. La gente del distrito conducida por Fray James Mcfadden (gaélico: Séamus Mac Pháidín), el cura de la parroquia del distrito en 1875-1901, retó a los señores de las tierras con la fundación de la Land League y el Plan of Campaign. El asesinato por los parroquianos del inspector del distrito William Martin (o localmente conocido como An Mhairtínigh) fuera de la iglesia local, del Teach Phobail Mhuire, en Derrybeg el domingo 3 de febrero de 1889, cuando trataba de arrestar al Fray McFadden con una espada de mano, fue el clímax de la Land War en Gaoth Dobhair. El caso fue retomado en las memorias de 1928 de Tim Healy, quien ofendió a algunos de los parroquianos. 
El periodista gaélico-americano WH Hurlbert también investigó la disputa entre dueños e inquilinos en Gaoth Dobhair, detallada en su libro "Irlanda bajo coerción", publicado en 1888.
Muchos libros han sido publicados en inglés, pero la mayoría en gaélico detallando la rica historia de Gaoth Dobhair. Uno de los historiadores locales más prolíficos podría ser Cáit Nic Giolla Bhríde.

### La tormenta anormal
En la tarde del martes 23 de junio de 2009, una severa tormenta golpeó a Gaoth Dobhair. Estuvo concentrada en los pueblos contiguos de Bunbeg y Derrybeg, duró por varias horas causando que dos ríos se salieran de su curso, inundando casas, tiendas y fábricas, enterrando calles y destruyendo puentes. Los relámpagos que duraron dos horas dañaron las líneas de electricidad y causaron una caída mayor de señales de teléfonos móviles, causando que la gente atrapada por las inundaciones estuviera incomunicada. Casi 20 casas fueron arrancadas de sus cimientos, después de que tres puentes de acceso fueran descarrilados por las crecidas de los ríos. 
Descrita como la peor tormenta en la historia vivida, fue también la más severa desde 1880, cuando 5 personas se ahogaron en Derrybeg. Perteneciendo a la alta localización natural de la tormenta, las áreas con máximo de lluvias perdieron la red de rain gauges. El Servicio Meteorológico Irlandés estimó que entre las 2:00 p.m. y las 6:00 p.m. cayeron 60 milímetros de lluvia al suelo.

## Economía
En los 80 y 90, Gaoth Dobhair tuvo una próspera industria de la manufactura, donde más de 20 grandes compañías se establecieron produciendo hule, alfombras, cinturones abdominales y agentes de limpieza. Pero en 2001 las compañías se vieron seriamente afectadas cuando muchas de ellas fueron destruidas por los productos baratos de la Eastern European. Más de 4000 negocios se perdieron, y esto afectó a Gaoth Dobhair y las áreas circundantes bastante mal. La fábrica en el pueblo de Crolly ha estado manufacturando muñecas de porcelana desde 1939 bajo el nombre de Crolly Dolls. 
En 2003, el estado fue renombrado como Páirc Ghnó Ghaoth Dobhair (Parque de Negocios Gaoth Dobhair), y el cuerpo Gaeltacht, Úndarás na Gaeltachta, inició una campaña para tratar de atraer negocios a Gaoth Dobhair con la esperanza de revivir su estabilidad económica perdida. Esto funcionó de cierta manera, cuando la compañía escocesa Contact 4 abrió un centro de llamadas en el estado, que proveyó más empleos en la comunidad, pero subsecuentemente cerró. Otros negocios incluyen unos pocos supermercados, tiendas de conveniencia, cosmetólogos, peluqueros, contratistas, garajes, farmacéuticos, pubs, cafés y seis hoteles bien establecidos: Ostan GHaoth Dobhair, Seaview Hotel, Derrybeg Hotel, Teack Jack, An Chúirt Hotel y Foreland Heights.

## Educación

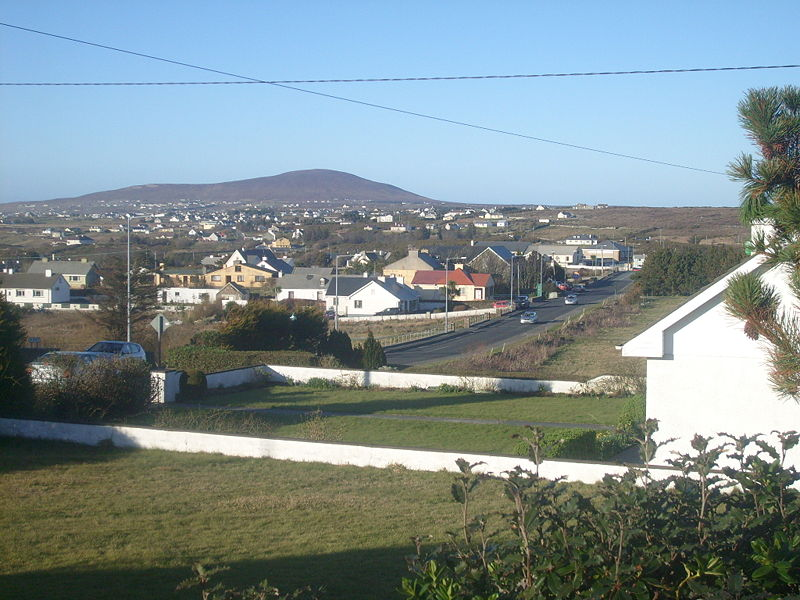
Gaoth Dobhair.

Hay cinco escuelas primarias en Gaoth Dobhair, en los pueblos de Derrybeg, Nunbeg, Mín an Chladaigh, Dobhar y Luinneach. La única escuela comunitaria (post primaria) es Pobalscoil Ghaoth Dobhair, establecida en Luinneach en 1977, y está administrada por el director Noel Ó Gallchóir. Todas estas escuelas enseñan a sus estudiantes en idioma gaélico irlandés y basan su exámenes en gaélico. En 2004 la Universidad Nacional de Irlanda, Galway, se expandió a Gaoth Dobhaircuando abrieron la Acadamh na hOllscolaíochta Gaeilge, proveyendo educación de tercer nivel en idioma gaélico irlandés a más de 80 estudiantes cada año.

## Características físicas
Gaoth Dobhair es reconocida por sus características físicas distintivas. Probablemente la característica más reconocida es Errigal, la montaña más alta en el Condado de Donegal, que eclipsa el pintoresco Dunlewey Lough. Está rodeada por las cañadas profundas y lagos de Poisoned Glen y más allá el parque nacional y castillo Glenveagh, el parque nacional más grande en Irlanda. Otra marca es Bád Eddie (el Bote de Eddie), Cara Na Mara (amigo del mar), un naufragio que ha estado situado en la playa Magherclogher desde principios de los 70, donde encayó debido al mar tempestuoso. 
La costa de Gaoth Dobhair consiste en largas playas arenosas y fuertes riscos. También, fuera de la costa de Gaoth Dobhair hay muchas islas pequeñas, incluyendo Gola y Tory. En el fondo una serie de montañas, cañadas y pantanos que se han combinado con el refuerzo del clima para mantener esta parte del mundo relativamente aislada.

## Lugares en Gaoth Dobhair
Porque Gaoth Dobhair está en el Gaeltacht y en parte debido a las provisiones del Acto 2003 de las Idiomas Oficiales, mientras que las versiones inglesas e irlandesas de lugares se utilizan, una cierta señalización del camino utiliza la versión irlandesa exclusivamente.

### Listado alfabético
- Arduns (An tArd Donn)
- Ardnagappery (Ard na gCeapairí)
- Ballindrait (Baile an Droichid)
- Bloody Foreland (Cnoc Fola)
- Brinaleck (Bun an Leaca)

- Bunaninver (Bun an Inbhear)
- Bunbeg (An Bun Beag)
- Carrick (An Charraic)

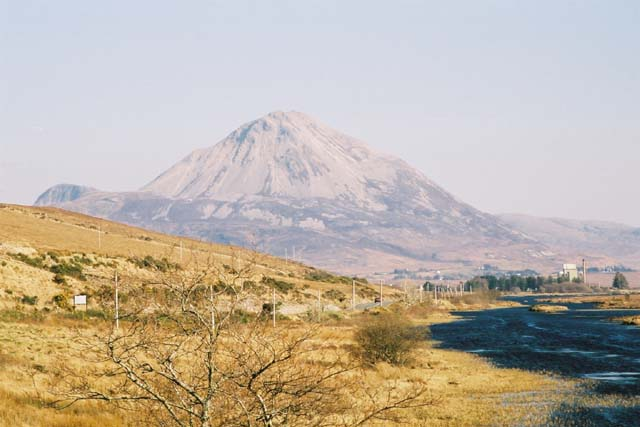
El monte an Earagail es probablemente la característica física significativa de Gaoth Dobhair.

- Carrickataskin (Carraig an tSeascain)
- Cotteen (Coitín ou An Choiteann)
- Crolly (Croithshlí ou Croithlí)
- Curransport (Port Uí Chuireáin)
- Derrybeg (Na Doirí Beaga ou Doire Beag)
- Dore (Dobhar)
- Dunlewey (Dún Lúiche)
- Glassagh (Glaiseach ou An Ghlaisigh)
- Glasserchoo (Glaisear Chú ou Glas Dobhar Chú)
- Glentornan (Gleann Tornáin)
- Knockastolar (Cnoc an Stolaire)
- Lunniagh (Luinneach)
- Magheraclogher (Machaire Chlochair)
- Magheragallon ou Magheragallen (Machaire Gathlán)
- Meenaclady (Mín an Chladaigh)
- Meenacuing (Mín na Cuinge)
- Meenaniller (Mín an Iolair)
- Middletown (Baile Lár)
- Sheskinbeg (Seascann Beag)
- Stranacorkra (Srath na Corcra)

## Artes y cultura

### Música
Gaoth Dobhair es conocida por su escena musical tradicional irlandesa, que predomina en las tabernas locales, especialmente en Hiúdaí Beag's en Bunbeg.
Gaoth Dobhair ha proporcionado una serie de músicos célebres. El grupo Clannad se formó en 1972, y desde entonces ha vendido más de 15 millones de discos. Su cantante principal Moya Brennan también ha seguido su propia carrera en solitario, creando bandas sonoras para varias películas de Hollywood. Altan (initialmente Ceoltóirí Altan), otra banda local de gran éxito, está liderada por Mairéad Ní Mhaonaigh. La artista más exitosa de Gaoth Dobhair es Enya, cuyo nombre real es Eithne Ní Bhraonáin. Ella apareció por primera vez ante el público en un escenario en Amharclann Ghaoth Dobhair como miembro de Clannad, antes de convertirse en una de las artistas con más éxito de ventas a nivel mundial, con ventas que sobrepasan los 80 millones.
Otros cantantes locales son Aoife Ní Fhearraigh, Brídín Brennan, Na Casaidigh, Proinsias Ó Maonaigh, Gearóidín Bhreathnach, Seamus McGee y Maria McCool. 
El grupo de la década de 1970 Skara Brae también tiene estrechos vínculos con este distrito. Hay dos coros activos en la zona. Cór Mhuire Doirí Beaga, dirigido por Baba Brennan y Eileen Nic Suibhne y Cór Thaobh 'a Leithid, dirigido por Doimnic Mac Giolla Bhríde. Ambos han grabado discos de éxito.
La canción "Gleanntáin Ghlas' Ghaoth Dobhair" fue compuesta por músico local Proinsias Ó Maonaigh, sobre el último adiós de un exiliado a los verdes valles de Gweedore. Se ha convertido en un clásico moderno de Irlanda y ha sido versionado por artistas como Clannad, Paul Brady, Dáithí Sproule, The Johnstons y especialmente por Altan. Otras canciones conocidas que han venido de esta misma zona son "Trasna na dTonnta" y "Báidín Fheilimí".

## Personajes célebres
- Clannad
- Enya
- Moya Brennan